# Eleição municipal de Itaguaí em 2016
A eleição municipal de Itaguaí em 2016 foi realizada para eleger um prefeito, um vice-prefeito e 17 vereadores no município de Itaguaí, no estado brasileiro de Rio de Janeiro. Foram eleitos Caio Busatto Júnior (MDB) e Abellard Goulart de Souza Filho para os cargos de prefeito(a) e vice-prefeito(a), respectivamente.
Seguindo a Constituição, os candidatos são eleitos para um mandato de quatro anos a se iniciar em 1º de janeiro de 2017. A decisão para os cargos da administração municipal, segundo o Tribunal Superior Eleitoral, contou com 89 731 eleitores aptos e 15 426 abstenções, de forma que 17.19% do eleitorado não compareceu às urnas naquele turno.

## Antecedentes
Na eleição municipal de 2012 em Itaguaí, Luciano Mota, do PSDB, ganhou as eleições com 47,09% dos votos válidos, ficando na frente de Alexandre Valle, do PMDB, que conquistou 35,71% do eleitorado daquele ano. Porém, Luciano foi afastado do cargo em março de 2015 por desvio de verba pública, além de ter sido expulso do seu partido.

## Campanha
A campanha de Charlinho foi voltada para a defesa do candidato, que até o momento da apuração das urnas são tinha certeza se teria sua situação regulamentada por conta de supostos problemas fiscais. Por sua vez, Weslei Pereira, que era vice de Luciano Mota, defendia a sua reeleição justamente questionando a integridade de seu concorrente.

## Resultados

### Eleição municipal de Itaguaí em 2016 para Prefeito
A eleição para prefeito contou com 8 candidatos em 2016: Osvaldo Fonseca Filho, conhecido como Vadico, do Partido da Social Democracia Brasileira, Alexandre Valle Cardoso do Partido da República, Carlo Busatto Junior, o Charlinho, do Movimento Democrático Brasileiro (1980), Weslei Gonçalves Pereira do Partido Socialista Brasileiro, Renato Lopes de Oliveira do Rede Sustentabilidade, Fabiana Felipe Farias da Silva do Partido Trabalhista Cristão, Suellen do Nascimento Doca da Cruz do Partido Pátria Livre, Emerson Goulart Cabral do Partido Republicano Progressista (1989) que obtiveram, respectivamente, 637, 13 166, 27 913, 26 329, 459, 120, 334, 504 votos. O Tribunal Superior Eleitoral também contabilizou 17.19% de abstenções nesse turno.
Essa eleição contou com uma grande reviravolta. Weslei Pereira foi o primeiro eleito oficial depois das eleições, ao conseguir 37,9% dos votos válidos, mas teve menos votos do que Charlinho, que teve a sua situação deferida com recurso, depois que o TRE apontou irregularidades em um convênio firmado pela prefeitura de Mangaratiba, que já teve Charlinho como prefeito, e o Ministério da Integração Nacional. Depois de normalizada a situação do integrante do MDB, ele conseguiu se eleger.
| Candidato(a)                             | Vice                            | Coligação                                        | Votos recebidos | Percentual |
| ---------------------------------------- | ------------------------------- | ------------------------------------------------ | --------------- | ---------- |
| Carlo Busatto Junior (MDB)               | Abeilard Goulart de Souza Filho | Por uma Itaguaí Melhor                           | 27913           | 40.18%     |
| Weslei Gonçalves Pereira (PSB)           | Aramis Brito Bezerra Junior     | Somos Itaguai                                    | 26329           | 37.9%      |
| Alexandre Valle Cardoso (PR)             | Saulo Severino Campos de Farias | Para Cuidar das Pessoas                          | 13166           | 18.95%     |
| Osvaldo Fonseca Filho (PSDB)             | Sergio Luiz Pereira             | Itaguaí Vai Voltar a Ser de Itaguaí              | 637             | 0.92%      |
| Emerson Goulart Cabral (PRP)             | Emerson da Cruz Oliveira        | Partido Republicano Progressista (sem coligação) | 504             | 0.73%      |
| Renato Lopes de Oliveira (REDE)          | Odimar Maia                     | Rede Sustentabilidade (sem coligação)            | 459             | 0.66%      |
| Suellen do Nascimento Doca da Cruz (PPL) | Celso Rodrigues da Silva        | Partido Pátria Livre (sem coligação)             | 334             | 0.48%      |
| Fabiana Felipe Farias da Silva (PTC)     | Cleuber Iguape Abidu Figueiredo | Partido Trabalhista Cristão (sem coligação)      | 120             | 0.17%      |

### Eleição municipal de Itaguaí em 2016 para Vereador
Na decisão para o cargo de vereador na eleição municipal de 2016, foram eleitos 17 vereadores com um total de 70 260 votos válidos. O Tribunal Superior Eleitoral contabilizou 1 874 votos em branco e 2 171 votos nulos. De um total de 89 731 eleitores aptos, 15 426 (17.19%) não compareceram às urnas .
| Nome                                 | Partido político                                | Coligação                                      | Votos recebidos | Percentual |
| ------------------------------------ | ----------------------------------------------- | ---------------------------------------------- | --------------- | ---------- |
| Carlos Eduardo Kifer Moreira Ribeiro | Partido Progressista (PP)                       | Sempre Itaguaí Melhor                          | 1574            | 2.24%      |
| Nisan César dos Reis Santos          | Partido Social Democrático (PSD)                | Itaguaí em 1º Lugar                            | 1514            | 2.15%      |
| Fabio Luis da Silva Rocha            | Partido Verde (PV)                              | Partido Verde (sem coligação)                  | 1296            | 1.84%      |
| Alexandro Valença de Paula           | Avante (AVANTE)                                 | O Povo no Poder                                | 1294            | 1.84%      |
| Genildo Ferreira Gandra              | Partido Democrático Trabalhista (PDT)           | Todos por Itaguai                              | 1283            | 1.83%      |
| Willian Cezar de Castro Padela       | Partido Socialista Brasileiro (PSB)             | Todos por Itaguai                              | 1128            | 1.61%      |
| Andre Luis Reis de Amorim            | Partido da República (PR)                       | Itaguaí em Boas Mãos                           | 1067            | 1.52%      |
| Roberto Lucio Espolador Guimaraes    | Movimento Democrático Brasileiro (MDB)          | Sempre Itaguaí Melhor                          | 1063            | 1.51%      |
| Haroldo Rodrigues Jesus Neto         | Partido da Social Democracia Brasileira (PSDB)  | Itaguaí Vai Voltar a Ser de Itaguaí            | 1027            | 1.46%      |
| Ivan Charles Jesus Fonseca           | Partido Socialista Brasileiro (PSB)             | Todos por Itaguai                              | 986             | 1.4%       |
| Eliezer Lage Bento                   | Partido Renovador Trabalhista Brasileiro (PRTB) | Itaguaí em Boas Mãos                           | 937             | 1.33%      |
| Vinícius Alves de Moura Brito        | Partido Republicano Brasileiro (PRB)            | Partido Republicano Brasileiro (sem coligação) | 911             | 1.3%       |
| Rubem Vieira de Souza                | Podemos (PODE)                                  | Renovação Já                                   | 866             | 1.23%      |
| Noel Pedrosa de Mello                | Avante (AVANTE)                                 | O Povo no Poder                                | 819             | 1.17%      |
| Waldemar José de Ávila Neto          | Partido Humanista da Solidariedade (PHS)        | Somos Mais Itaguai                             | 791             | 1.13%      |
| Gilberto Chediac Leitão Torrês       | Podemos (PODE)                                  | Renovação Já                                   | 773             | 1.1%       |
| Sérgio Fukamati                      | Partido Social Democrático (PSD)                | Itaguaí em 1º Lugar                            | 527             | 0.75%      |

## Análise
Tanto Charlinho quanto Weslei apresentavam problemas, direta ou indiretamente, com a justiça. O caso de Charlinho foi sério, em setembro de 2018 o TRE cassou o mandato do prefeito e do vice, Abelardo Goulart de Souza Filho, depois que o prefeito ter sido condenado por crimes de fraude em licitações e corrupção passiva qualificada. De acordo com a justificativa da desembargadora eleitoral Cristina Feijó, por terem sido crimes contra a administração pública, o adequado seria a inelegibilidade que está prevista na lei.
Já Weslei já estava com a reputação em jogo por conta da cassação de Luciano Mota, de quem ele foi vice nas eleições municipais de 2012. Em 2017, a Justiça Eleitoral determinou a inelegibilidade do ex-prefeito por oito anos por crime de responsabilidade ao criar leis que aumentavam as gratificações de servidores públicos.